# Ilche
Ilche település Spanyolországban, Huesca tartományban. Ilche Monzón, Peralta de Alcofea, Berbegal, Barbastro és Castejón del Puente községekkel határos. Lakosainak száma 185 fő (2024).

## Népesség
A település népessége az utóbbi években az alábbiak szerint változott:
| Lakosok száma | 282  | 261  | 275  | 259  | 237  | 214  | 211  | 211  | 185  | 185  |
|               | 2001 | 2004 | 2006 | 2009 | 2011 | 2014 | 2016 | 2019 | 2021 | 2024 |